# Karl-Heinz Deutsch
Pour les articles homonymes, voir Deutsch.
Karl-Heinz Deutsch (né le 26 mars 1940 à Karlsruhe) est un sculpteur allemand.

## Biographie

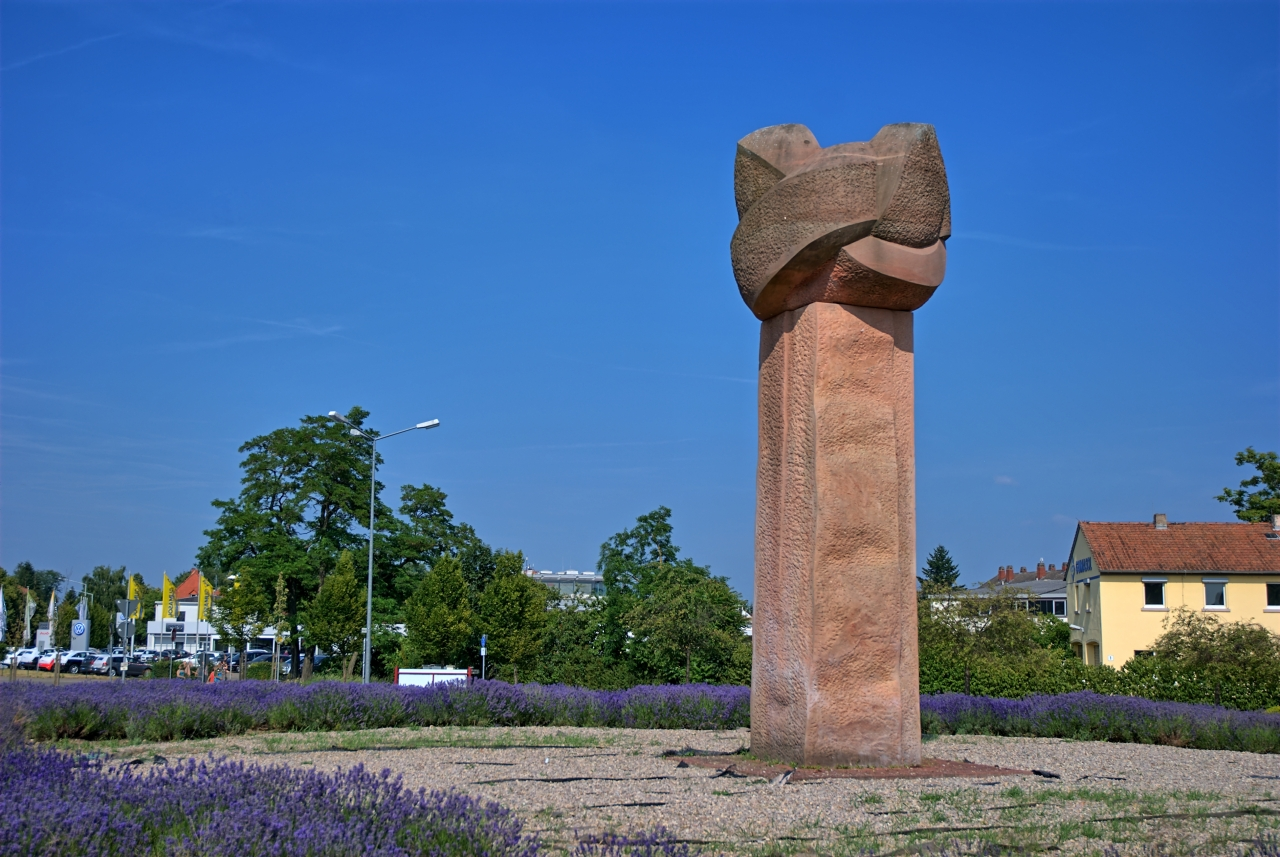
Nœud, 2002, Germersheim

Après un apprentissage de modeleur céramiste de 1954 à 1957 et des années de compagnon, il étudie de 1960 à 1965 à l'académie des beaux-arts de Karlsruhe avec Hans Kindermann et Fritz Klemm. Il est artiste indépendant à partir de 1965. Il est l'auteur de plus de 75 commandes dans le cadre du 1 % artistique.
À partir de 1965, il enseigne à temps partiel dans diverses grandes écoles. En 1988, il est nommé professeur honoraire de la Fachhochschule Rheinland-Pfalz, à Kaiserslautern.
Depuis 1977, Deutsch est l'initiateur, l'organisateur et le conseiller des symposiums internationaux de sculpture à Jockgrim, Kandel, Südliche Weinstrasse, Rodalben et Schweinstal / Kaiserslautern. De 2005 à 2011, il est le premier président du conseil d'administration pour la préservation de l'art et des monuments, Zehnthaus Jockgrim.
Deutsch vit à Jockgrim, depuis 2001 il a un atelier dans la forteresse de Germersheim. En 2010, lui et sa femme font don de 44 œuvres d'art à la ville de Germersheim, qui constituent la base du nouveau musée de la sculpture de la ville.
Deutsch est membre de la Sécession du Palatinat, membre du conseil d'administration de 2000 à 2007.